# 四方站
四方站位于山东省青岛市市北区境内（海岸路1号，本站中心里程位于胶济客专6km666m处，隶属中国铁路济南局集团有限公司青岛站管辖。本站是站管三等站，按技术作业为中间站。主要办理列车通过、会让等工作。

## 概要
四方站随胶济铁路于1904年建成通车。1909年在车站旁边建立了山东铁路四方总修理厂。1934年9月车站站址南迁至现址。
2006年车站开始改造，新建设2站台；同年11月20日起四方站开始接发部分因青岛站进行施工改造，而被分流的列车，成为胶济铁路青岛地区暂时的终点站。2008年7月27日改造后的青岛站正式投入试运行后，四方站不再办理对外客运业务。

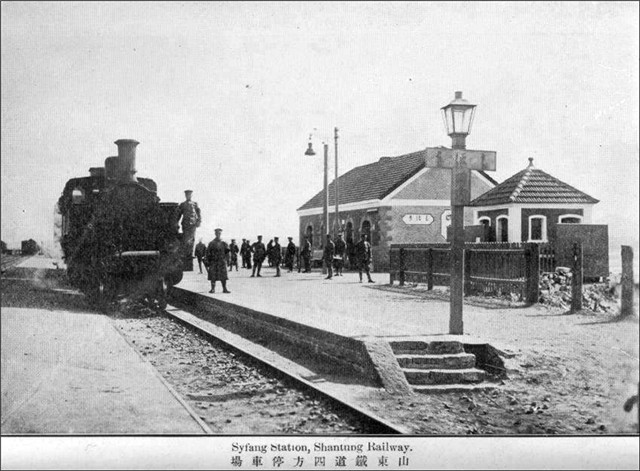
四方站最初的站房，1914年
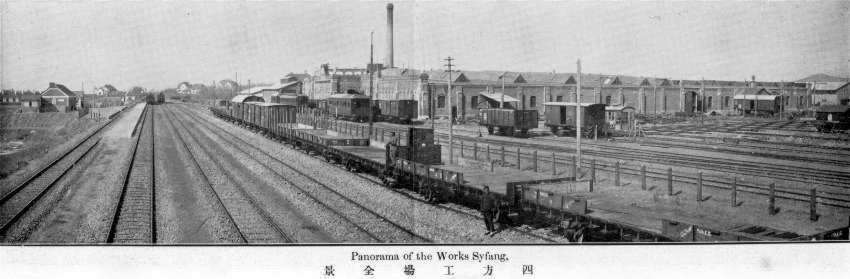
四方站站场，1914年
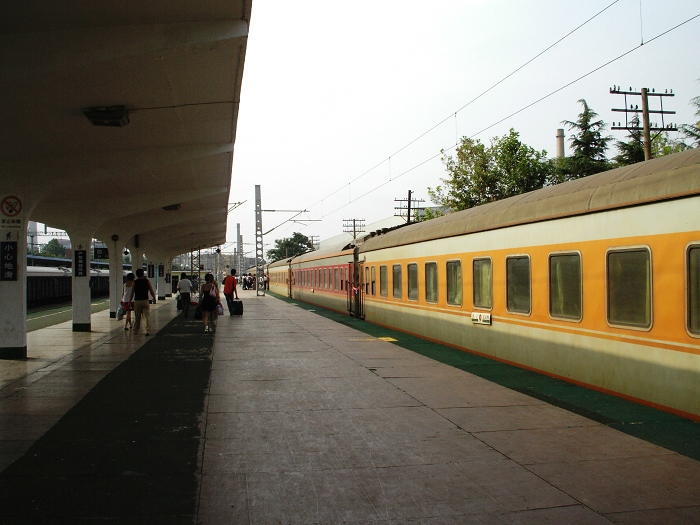
车站站台，2007年

## 车站结构

### 站房
四方站目前的站房于2006年投入使用。售票处位于站房南侧，设有15个售票口；候车室占地面积3000平方米，每日能接待旅客3万人，高峰时期可发送旅客5万人。

### 站场

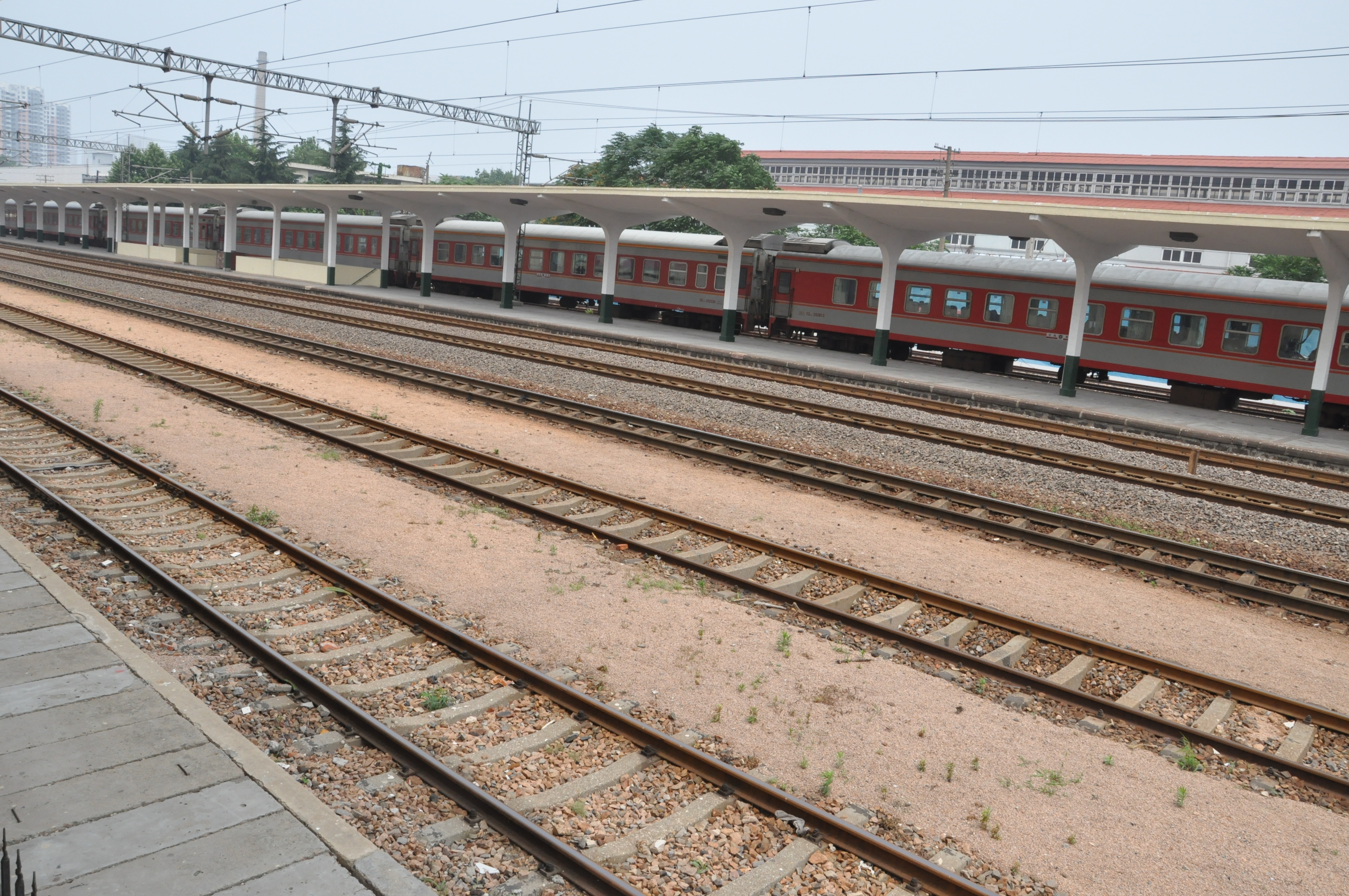
车站站台，2013年

四方站目前设有两个站台，均为高度0.35米的高站台。每个站台长400米，宽8米，站台两端窄处2.5m，雨棚长度280米。地面由竹胶板铺装。两个站台间有地道连接。四方站设有通往中国石油化工股份有限公司山东青岛石油分公司、中车四方机车车辆股份有限公司的专用线。
| 1站台侧式站台 |                             |
| 侧线          | 胶济铁路                    |
| 侧线          | 胶济铁路 列车               |
| 正线          | 胶济铁路 列车               |
| 正线          | 胶济客运专线 上行列车通过线 |
| 正线          | 胶济客运专线 下行列车通过线 |
| 2站台岛式站台 |                             |
| 侧线          | 胶济铁路                    |
| 侧线          | 胶济铁路 列车               |
| 侧线          | 胶济铁路 列车               |